# اسکوپیتو
اسکوپیتو (به ایتالیایی: Scoppito) یک منطقهٔ مسکونی در ایتالیا است که در استان لاکویلا واقع شده‌است.

## خصوصیات
اسکوپیتو ۵۳٫۰۲ کیلومترمربع مساحت و ۲٬۸۵۷ نفر جمعیت دارد و ۸۲۰ متر بالاتر از سطح دریا واقع شده‌است.